# Mitón

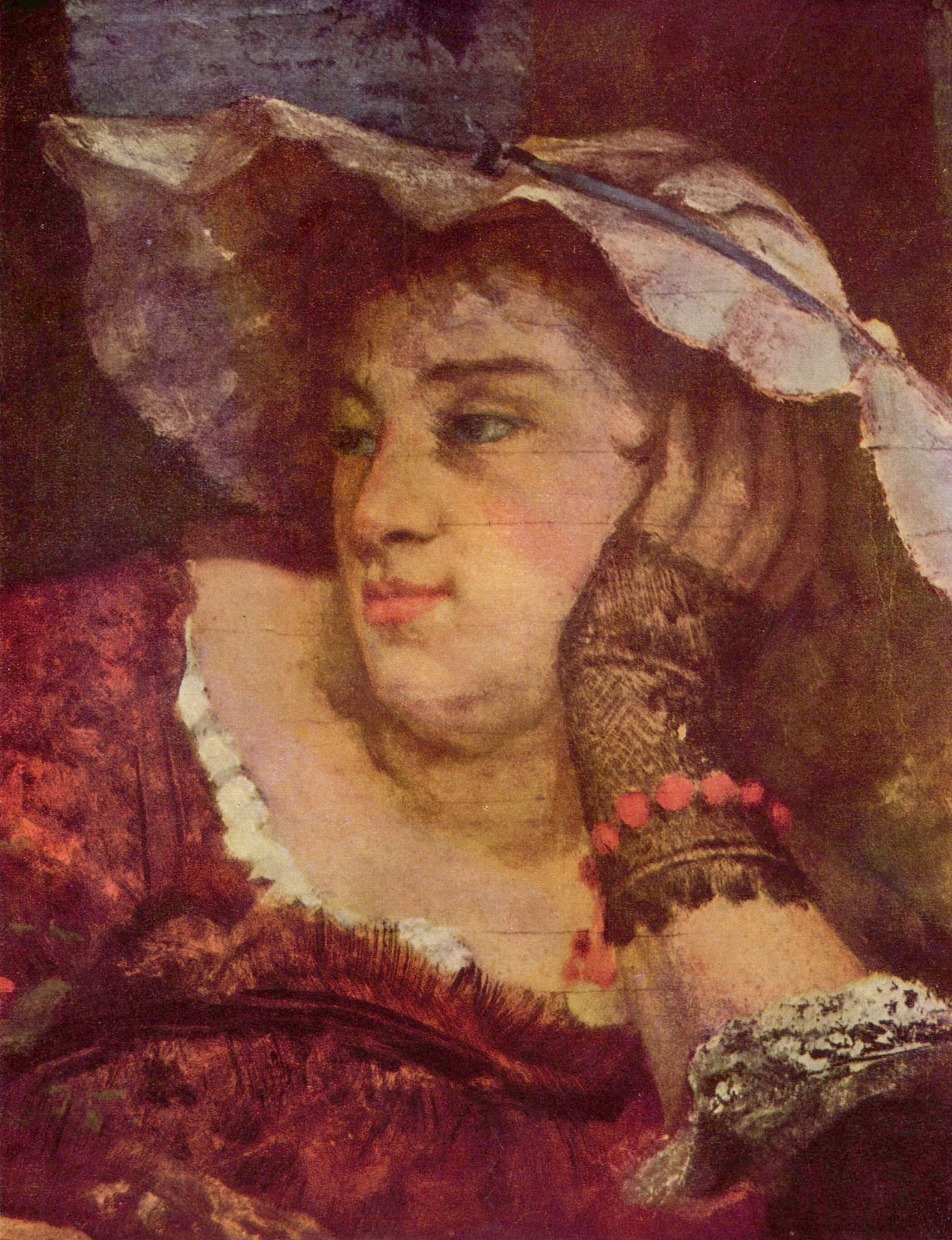
Mujer con mitones

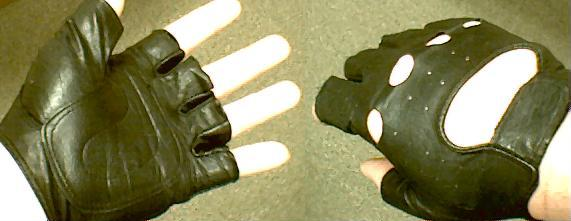
Mitones para motociclismo

Los mitones (galicismo de miton) llamados también guantines, guantillas o guantes sin dedos son un tipo de guantes que dejan al descubierto la totalidad o una parte de los dedos de la mano. Este diseño permite por un lado el abrigo de la mano frente al frío y la humedad y por la otra liberar el movimiento de los dedos. Así, han servido históricamente para realizar actividades de precisión sin necesidad de descubrir la mano: coser, escribir, asir pequeños objetos, etc. 
Los mitones existen desde la antigüedad llegando a afirmar el historiador ateniense Jenofonte que eran utilizados por los persas. 
Actualmente, los mitones se utilizan para diversas actividades entre las que son de destacar las deportivas. Existen modelos que se utilizan en deportes como:
- Halterofilia: levantamiento de pesas en gimnasios para evitar la salida de callos
- Boxeo, en que se colocan en el interior de los guantes para reducir la transpiración
- Rugby
- Deportes náuticos
- Escalada, apropiados para descenso en fast rope y rápel. Incorporan protecciones contra los golpes para las palmas o los nudillos
- Motociclismo, en que son característicos los mitones de cuero

Algunas operaciones militares exigen especial precisión y destreza con las manos por lo que existen mitones destinados a operaciones especiales, descensos, rescates o el simple contacto con armas de fuego.
En la actualidad, el mitón se ha convertido también en un complemento de moda fabricado en encaje, ganchillo, algodón o fibra y diseñado en los más diversos colores y estilos. También se llevan largos cubriendo parte o la totalidad del brazo y unidos a la mano en un solo punto.

## Galería

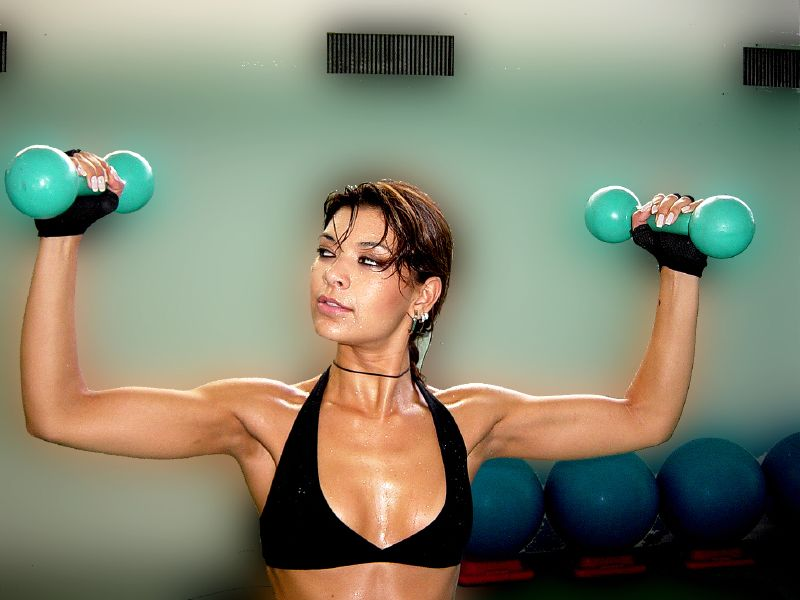
Levantamiento de pesas con mitones
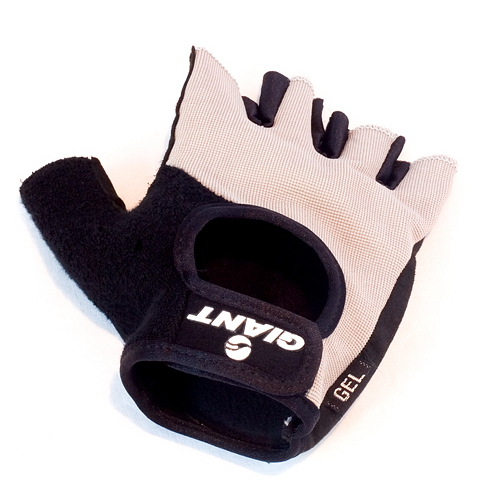
Mitones de ciclismo
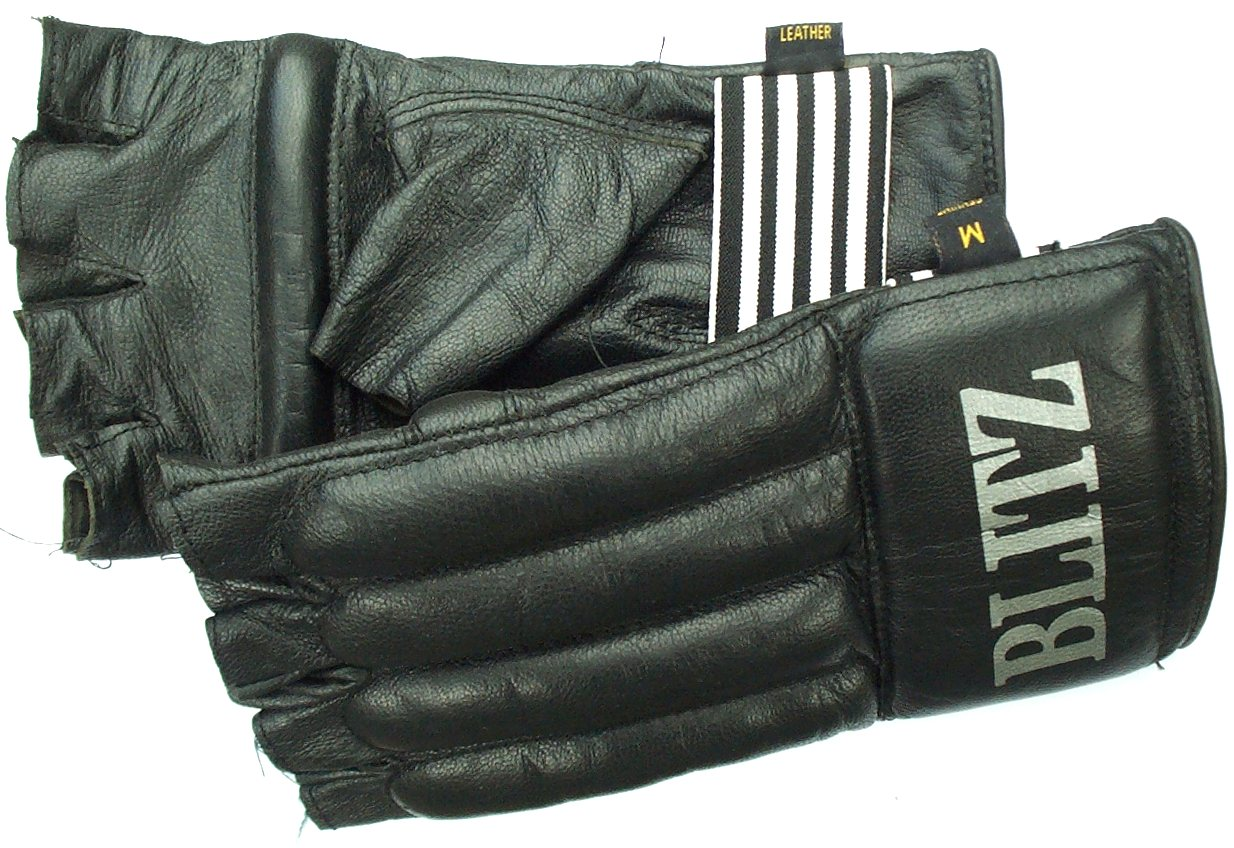
Mitones de vale todo y de las artes marciales mixtas
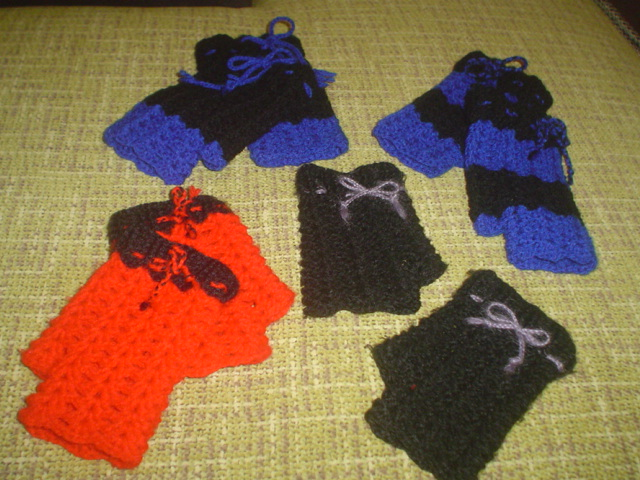
Mitones de ganchillo